# 会津電力
会津電力（あいづでんりょく）は、「原子力に依存しない安全で持続可能な社会作りと会津地域のエネルギー自立」をスローガンに掲げる、福島県喜多方市に本拠を置く2013年8月設立の電力会社。東北大震災での福島第一原子力発電所事故による放射能被害が比較的少なかった福島県会津地域の会社経営者らを中心とする市民により、設立された。

## 概要
福島県は原子力発電に頼らずとも、会津の豊富な水資源を源とした水力発電の能力で十分すぎる程の供給が可能との基本概念から、原子力発電の暴走を許容した社会の責任を次世代に引き継がせない理念のもと、福島県内の電力エネルギー需要を再生可能なエネルギーだけでまかなうことを可能にする体制を作り上げることを目的とし設立された。猪苗代湖や只見川・阿賀川水系で約500万キロワット(現在300万kW（キロワット）、県内必要電力150万 kW)の発電力があり原発5基分の発電力に相当するため、福島県全域の使用電力を十分に賄えるとしている。水力を中心に太陽光発電、森林資源を利用した木質バイオマス発電、地熱発電、風力発電、山間の未開の水力、土地改良地内の灌漑用水を利用した小水力、雪の利用研究を促進促進することで会津から福島県全体へ、さらには日本全体のエネルギー供給の一翼を狙うとしている。
同社の初代社長で、現在会長の佐藤は9代（2020年現在で230年以上）続く会津の蔵元「大和川酒造店」の代表であり、自社の酒蔵「飯豊蔵」の屋根にも太陽光パネルを設置。「全国ご当地エネルギー協会」の会長も務める。佐藤は、「福島で作られた電気の大半は首都圏へ送られるのは原発とまったく同じ構図だ。」「（首都圏で利用される電力の）水力の水も、もとは福島という大自然のなかに降った雨や雪であり、それを取り戻せば電気を自給自足できる。」「福島が東京の『植民地』から抜け出すため、進むべき道が見えた。」と朝日新聞の取材で発言した。
　グループ会社として、会津電力が市民出資の資金調達・運用を行うために設立した特定目的会社の「アイパワーアセット株式会社」や、子会社の「アイパワー株式会社」があり、地域分散型の太陽光発電事業を行っている。
。

## 沿革
- 2013年3月 - 旧来のエネルギー依存体質からの脱却と会津の独占されていた資源の利用権の奪回によるエネルギーによる自立を謳う有志により「一般社団法人 会津自然エネルギー機構」が結成される[6]。
- 2013年8月 - 会津電力株式会社設立[6]。
- 2014年3月 - 大手電力会社の既得権益と戦うためには、「みずからの財源と、地域の力の結集」が必要と、佐藤は会津の全17市町村に出資を働きかけ、4町村が出資を決める[8]。
- 2014年 - 5月末、喜多方市内で、会津地域初のメガソーラー発電所を起工[9]。
- 2014年 - 7月、ドイツの市民電力会社「シェーナウ電力会社」による「シェーナウ環境賞『電力革命児』年間賞」を代表・佐藤彌右衛門が受賞。
- 2014年 - 10月、メガソーラー発電所「雄国太陽光発電所」稼働開始。
- 2014年 - 12月、第一期太陽光発電所・全24カ所が稼働。
- 2015年 - 東北経済産業局による「平成27年度 東北再生可能エネルギー利活用大賞」受賞。
- 2015年 - 12月、第二期太陽光発電所・全24カ所+増設2カ所が稼働、発電所総数48カ所。
- 2016年 - 12月、第三期太陽光発電所として初めて中通り地域へ発電所建設。稼働開始。
- 2017年 - 12月、第四期太陽光発電所が稼働、発電所総数70カ所。
- 2018年 - 1月、第8回「地域再生大賞」優秀賞受賞。
- 2018年 - 3月、「原発ゼロ・自然エネルギー推進連盟」による「自然エネルギー大賞」銀賞受賞。
- 2018年 - 3月、ガーデンホテル喜多方へ木質ペレットボイラー設置、稼働開始。
- 2019年 - 4月、自社初の小水力発電所となる「戸ノ口堰小水力発電所」稼働開始。
- 2019年 - 12月、出資自治体数計8市町村となる。

## 事業内容
- 自然エネルギーを利用した発電事業及び電気・熱エネルギー供給、販売事業
- 自然エネルギー事業の設計、施工請負及びコンサルティング業務
- 自然エネルギー機器の販売・リース・レンタル事業
- 省エネルギー事業の設計、施工請負及びコンサルティング業務
- 自然エネルギー事業にかかる調査・研究・開発に関する業務
- 自然エネルギーの活用と普及促進・企画・広報・運営に関する業務
- 自然エネルギー、農業及び林業に関する、体験、研修、教育事業
- 自然エネルギー設備の保安、管理及び清掃事業
- 土木、建設事業の設計、施工、管理及びコンサルティング業務
- 林業の生産、伐採、加工及び販売業務
- 農産物の生産、加工及び販売業務
- 産業廃棄物の収集運搬、処理業務
- 労働者派遣事業
- 前各号に付帯関連する一切の事業

。

### 第1期プロジェクト
2015年秋までに、太陽光発電事業として合計11カ所に設備を設置し、東北電力に売電する。合計出力は約2 MW（2000 kW）で、約600世帯分の電力に相当する。

### 第2期プロジェクト
第2期以降では、地域の川や森を活用した小水力発電や、木質バイオマスなどを検討。設備の周辺に子ども向けの教育施設を設置、自然エネルギーについて学べる場所にする構想など。バイオマス事業は2015年10月時点で会津地方の自治体、3町からの出資を既に受けており、公共施設に販売することを目指している。

## 発電施設
1000 kWの発電能力をもつ雄国太陽光発電所や同250 kWの岩月太陽光発電所をそれぞれ喜多方市南東部、同市東部に設置している他、アイパワーアセットの保有する小規模発電所を合わせ、計2540 kWを発電させている。